# دورة الألعاب الآسيوية 2026
دورة الألعاب الآسيوية 2026 هي النسخة العشرون من دورة الألعاب الآسيوية ستقام في الفترة من 19 سبتمبر حتى 4 أكتوبر 2026 بمدينة ناغويا، اليابان.
وستكون ناغويا ثالث مدينة يابانية تستضيف الألعاب بعد طوكيو عام 1958 وهيروشيما عام 1994.

## اختيار المضيف
اختار المجلس الأولمبي الآسيوي ناغويا لاستضافة الألعاب في دورة الجمعية العامة السنوية في دانانج ، فيتنام ، في 25 سبتمبر 2016. كادة ان يفشل العرض في البداية بسبب نزاع على الميزانية بين محافظة أيتشي وعاصمتها ناغويا ، ولكن تم حله ، مما سمح بقبول العرض. خطط المجلس الأولمبي الآسيوي في الأصل لاختيار المدينة المضيفة لعام 2026 في عام 2018 ، لكنه قدم موعد التخطيط إلى الأمام بسبب كثافة التقويم الرياضي في المنطقة ، بما في ذلك الألعاب الأولمبية الثلاث المقبلة بين عامي 2018 و 2022 (عقدت في بيونغتشانغ وطوكيو وبكين. ).

## التطوير والإعداد

### التكاليف
تلقت مدينة ناغويا ما يقدر بنحو 85 مليار ين من التكاليف من حكومة محافظة أيتشي لهذا الحدث، ومن المتوقع تغطية 30٪ منها من خلال الرعاية والإيرادات الأخرى، في حين من المقرر تقسيم الباقي على أساس 70-30 بين ناغويا ومحافظة أيتشي.

### مواقع الالعاب
تم التخطيط للألعاب لاستخدام المرافق الحالية. من المتوقع أن يستضيف ملعب بالوما ميزوهو حفلي الافتتاح والختام وألعاب القوى ، وسيتم استخدام مجمع نيبون غايشي هول لكل من الجمباز والألعاب المائية ، وسيتم استخدام قبة ناغويا للبيسبول ، وسيتم استخدام ملعب تويوتا لكرة القدم.
- صالة ناغويا سيفيك العامة للألعاب الرياضية
- الغطس والسباحة / 3500 موجود
- جمباز / 5000 موجود
- مركز سباحة فوروهاشي هيرونوشين التذكاري هاماماتسو - سباحة فنية / 2،296 موجود
- مسبح Kasugai City الداخلي - كرة الماء (تمهيدي) ، خماسي حديث (سباحة) / 606 موجود
- حديقة أوكازاكي تشو سوغو - الرماية / TBD موجودة
- ملعب ميزوهو - ألعاب القوى ، حفلا الافتتاح والختام / 35000 قائم / تم تجديده
- مكتب حكومة محافظة آيتشي وملعب منطقة ناغويا سيتي هول - ألعاب القوى (سباق المشي) / سيتم تحديدها لاحقًا
- صالة رياضية بلدية مدينة إيتشينوميا - كرة الريشة / 2،002 القائمة
- وينج أرينا كاريا - كرة سلة 5 × 5 / 1576 موجودة
- صالة نيشيو للألعاب الرياضية - ملاكمة / 1،508 قائم
- دورة ناغاراغاوا الدولية للقوارب - التجديف (العدو السريع) ، التجديف / TBA موجودة
- دورة ياهاجيجاوا كانوي التعرج - التجديف (سباق التعرج) / TBA موجودة
- مضمار إيزو للدراجات - ركوب دراجات (مسار) / 1800 موجود
- متنزه أوباتا ريوكوتشي - ركوب الدراجات (الدراجة الجبلية) / TBD مؤقتًا
- حديقة غابات محافظة آيتشي - الفروسية ، الخماسي الحديث (سباق الليزر ، الفروسية) / TBD موجود / مؤقت
- معرض آيتشي سكاي - سياج / يتم تحديده	لاحقًا
- ملعب تويوتا - كرة القدم / 44400 القائمة
- ملعب ناغويا سيتي ميناتو لكرة القدم - كرة القدم / 6700 القائمة
- ملعب ويف كارييا - كرة قدم / 2،602 قائم
- ملعب أيتشي كونتري كلوب هيغاشياما – الجولف / TBD موجود
- صالة مدينة كاسوغاي للألعاب الرياضية - كرة يد ، خماسي حديث (مبارزة) / 2،024 قائم
- مركز ناغويا سيتي إيناي الرياضي - كرة اليد / 2232 القائمة
- الملعب الأخضر لمحافظة جيفو - الهوكي الميداني / 1،630 قائم
- صالة للألعاب الرياضية بمحافظة آيتشي الجديدة - الجودو ، المصارعة / سيتم تحديدها لاحقًا
- ملعب ميزوهو الرجبي - سباعات الرجبي / 11900 القائمة
- ميناء كايوه لليخوت - الإبحار / يتم تحديده لاحقًا
- ميدان الرماية في محافظة آيتشي - إطلاق نار / TBD موجود
- سكاي هول تويوتا - تنس طاولة / 3،470 قائم
- صالة تويوهاشي للألعاب الرياضية - تايكوندو / 2000 قائمة
- مركز هيغاشياما بارك للتنس - تنس / 3000 (ملعب مركزي) موجود
- صالة أوكازاكي تشو سوجو حديقة للألعاب الرياضية - كرة طائرة / 2620 قائمة
- حديقة أرينا كوماكي - كرة طائرة / 1،868 موجود
- ملعب هيكينان ريوكوتشي بيتش - كرة طائرة شاطئية / يتم تحديدها لاحقًا
- مركز ناغويا للتجارة والصناعة - رفع الأثقال / سيتم تحديده لاحقًا

### ملاعب كرة القدم
- أويتا دوم - أويتا ، أويتا
- ملعب كانسكي - أوتسونوميا ، توتشيغي
- ملعب يوكوهاما الدولي - يوكوهاما ، كاناغاوا
- قوس هيروشيما الكبير - هيروشيما ، هيروشيما
- ملعب سويتا - سويتا ، أوساكا
- ملعب سايتاما 2002 - سايتاما ، سايتاما
- استاد طوكيو - تشوفو ، طوكيو
- ملعب فوكودا دينشي - شيبا ، تشيبا

## انظر ايضاً
- احتفلت دورة الألعاب الآسيوية في اليابان
  - 1958 دورة الألعاب الآسيوية - طوكيو
  - 1994 دورة الألعاب الآسيوية - هيروشيما